# Stortjärnen (Skellefteå socken, Västerbotten, 718375-174352)
Stortjärnen är en sjö i Skellefteå kommun i Västerbotten och ingår i Bureälvens huvudavrinningsområde. Sjön har en area på 0,14 kvadratkilometer och ligger 86,3 meter över havet.

## Delavrinningsområde
Stortjärnen ingår i det delavrinningsområde (718404-174333) som SMHI kallar för Mynnar i Noret. Medelhöjden är 93 meter över havet och ytan är 2,13 kvadratkilometer. Det finns ett avrinningsområde uppströms, och räknas det in blir den ackumulerade arean 9,38 kvadratkilometer. Vattendraget som avvattnar avrinningsområdet har biflödesordning 3, vilket innebär att vattnet flödar genom totalt 3 vattendrag innan det når havet efter 23 kilometer. Avrinningsområdet består mestadels av skog (80 procent). Avrinningsområdet har 0,14 kvadratkilometer vattenytor vilket ger det en sjöprocent på 6,4 procent.